# Brotherella indosinensis
Brotherella indosinensis är en bladmossart som beskrevs av Brotherus 1925. Brotherella indosinensis ingår i släktet Brotherella och familjen Sematophyllaceae. Inga underarter finns listade i Catalogue of Life.